# Linköpings trivialskola
Linköpings trivialskola var en trivialskola i Linköping fram till 1820. Trivialskolan ingick vid sidan av gymnasiet i Katedralskolan och bildade 1820 en (lägre) lärdomsskola och 1849 en del av ett elementarläroverk, som 1857 med införlivande av katedralskolan blev ett högre elementarläroverk. Detta blev sedan 1965 den moderna Katedralskolan, Linköping.

## Personal

### Rektorer
- Magnus Laurentii
- 1585–1592: Benedictus Johannis Orosander
- 1592–1593: Johannes Canuti
- 1599–1603: Jonas Kylander
- 1637–1643: Daniel Danielis Dalinus
- 1651–1652: Nicolaus Isaaci
- 1652–1654: Johannes Enander
- 1654–1659: Simon Gråsten
- 1659–1660: Johannes Gudmundi
- 1665–1666: Nicolaus Wallerius
- 1666–1669: Swen Sithelius
- 1673–1674: Ericus Phoenix
- 1674–1679: Johannes Tzander
- 1675–1686: Christiernus Norström
- 1690–1693: Constans Collin
- 1692–1694: Simon Löfgren
- 1694–1695: Zacharias Ståhl
- 1702–1703: Sveno Laurelius
- 1704–1710: Johannes Norström
- 1710–1711: Johan Törner
- 1711–1713: Laurentius Drysenius
- 1722–1725: Carl Echman
- 1728: Johan Samsonius
- 1728–1731: Anders Schörling
- 1731–1735: Magnus Boræn
- 1735–1737: Pehr Schenberg
- 1737–1739: Sven Collin
- 1739–1742: Petrus Lagerman
- 1743–1750: Wilhelm Julius Wetterling
- 1768–1772: Carl Boræn
- 1773–1777: Petrus Hulthin
- 1789–1796: Anders Collberg
- 1796–1800: Johannes Danielsson Wallman
- 1801–1806: Johan Cnattingius
- 1807–1809: Samuel Anton Mörtling
- 1809–1811: Sven Yckenberg
- 1815–1825: Daniel Leonard Kinmanson
- 1827–1830: Anders Unell

### Conrektor
- Christiernus Johannis Norström
- 1606: Daniel Johannis Normelander
- 1623–1628: Birgerus Joannis Kylander
- 1647–1653: Petrus Hulthenius
- 1653–1654: Simon Gråsten
- 1654–1659: Johannes Gudmundi
- 1660–1665: Jonas Austrelius
- 1670–1673: Ericus Phoenix
- 1686–1689: Carolus Wirijn
- 1690–1692: Simon Löfgren
- 1693–1694: Zacharias Ståhl
- 1695–1697: Johannes Schenberg
- 1700–1703: Petrus Rosinius
- 1701–1710: Johan Törner
- 1725–1728: Johan Samsonius
- 1728–1731: Nicolaus Hulthin
- 1731: Magnus Boræn
- 1735–1737: Sven Collin
- 1737–1739: Petrus Lagerman
- 1739–1743: Wilhelm Julius Wetterling
- 1743–1751: Petrus Westelius
- 1762–1768: Carl Boræn
- 1773–1777: Petrus Hulthin
- 1790–1796: Johannes Danielsson Wallman
- 1799–1801: Johan Cnattingius
- 1813–1815: Daniel Leonard Kinmanson
- 1819–1820: Carl Ulrik Isberg

### Kollegor
- Gudmundus Magni
- 1604–1612: Arvidus Jonæ Locke
- 1615–1623: Hermannus Hermanni Schilling
- 1624–1634: Sveno Magni Tollstadius
- 1625–1626: Magnus Ignæus
- 1625–1634: Ericus Laurentii Brask
- 1627–1635: Laurentius Olavi Hulthenius
- 1634–1648: Arvidus Olai Scheningensis
- 1660–1665: Andreas Rozelius
- 1664–1673: Nicolaus Bothvidi Rising
- 1694–1695: Johannes Schenberg
- 1697–1704: Samuel Hierstadius
- 1701–1705: Emanuel Wibjörnson
- 1708–1711: Eric Ericsson Duræus
- 1723–1725: Johan Samsonius
- 1725–1728: Nicolaus Hulthin
- 1732–1734: Petrus Broms
- 1710–1712: Jonas Finelius
- 1731–1745: Israel Lindell
- 1735–1737: Petrus Lagerman
- 1737–1738: Nathanael Alfving
- 1738–1739: Wilhelm Julius Wetterling
- 1751–1759: Petrus Löngren
- 1757–1769: Benjamin Hulthin
- 1757–1760: Carl Boræn
- 1761–1768: Petrus Hulthin
- 1762–1772: Johan Magnus Nordvall
- 1787–1788: Johan Cnattingius
- 1788–1799: Johan Cnattingius
- 1789–1790: Johannes Danielsson Wallman
- 1805–1806: Jacob Östberg
- 1806–1807: Jacob Östberg
- 1812–1813: Daniel Leonard Kinmanson

### Subkantor
- 1640–1643: Ericus Schomerus
- 1696–1703: Andreas Schörling
- 1709–1711: Eric Duræus
- 1723–1730: Peter Hollerberg
- 1731–1732: Nils Schillgren
- 1732–1736: Anders Gråsten
- 1736–1739: Johan Rehn
- 1743–1754: Henrik Sturlin
- 1760–1765: Anders Johan Hult
- 1765–1770: Magnus Bruzelius
- 1772–1777: Daniel Lindhagen
- 1792–1794: Anders Gabriel Schelin
- 1794–1799: Johan Apelberger
- 1807–1819: Anders Peter Vetterberg
- 1823–1833: Samuel Gustaf Örtengren

### Apologister
- 1668–1680: Laurentius Wangel
- 1808–1812: Daniel Leonard Kinmanson